# 2011年洛尔卡地震
2011年洛爾卡地震（西班牙語：Terremoto de Lorca de 2011）是對西班牙穆爾西亞自治區造成局部重大破壞的一起中等矩震級地震。震央位於洛爾卡鎮附近地下1公里（0.6英里）的淺層深度，發生於2011年5月11日歐洲中部夏令時間18:47（世界協調時16:47），導致當地陷入恐慌，許多房子因而位移。這起地震發生前還有一起於17:05 （15:05 UTC）引發，規模4.4（Mw）的前震，並對該地區的許多老舊結構物造成嚴重破壞，其中包括洛尔卡城堡歷史悠久的尖塔。有三個人遭到一塊掉落的簷口砸中而喪生。經確認後總計有9人罹難，報導中約有幾十人受傷。這起地震是自1956年格拉納達省阿尔沃洛特以西規模5.0（Mw）的地震以來，該地區受創最嚴重的一次。

## 地質

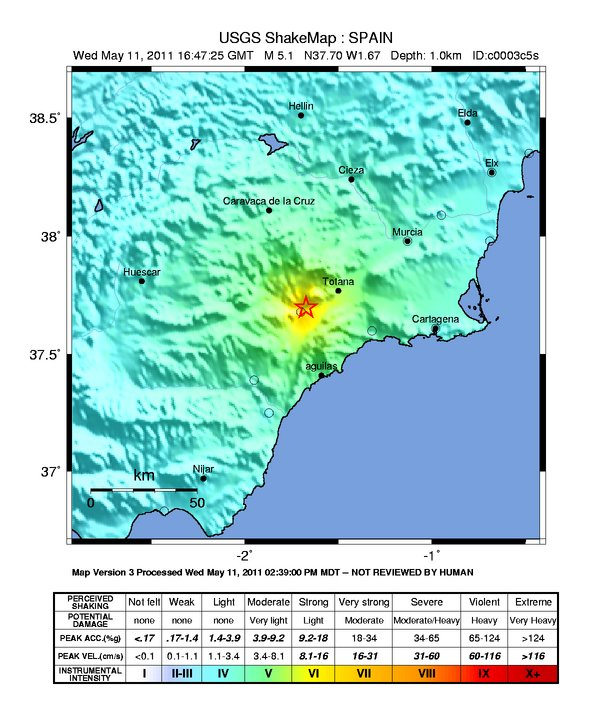
地震烈度分布圖

這起矩震級5.1（Mw）的內陸主震是發生於2011年5月11日當地時間18:47（16:47 UTC），震央大約在西班牙洛尔卡東北方2.5公里處，地下1公里（0.6英里）的極淺層震源。大多集中在伊比利半島南部穆爾西亞自治區的一部分，處於共同活躍地震的板塊構造帶上，當地的板塊邊界推開歐亞板塊與非洲板塊塑成現貌。然而，這地區絕大多數的顫動並未達到有感震級。據推測，這起地震直接導致阿拉馬主斷層（Alhama de Murcia fault）附近走滑斷層的產生，這條沿線約有40至50公里（25至31英里）長的極淺斷層。當地專家也提出報告，斷層附近的表層有斷裂現象。最初美國地質調查局的預估是將地震排在規模5.3（Mw）的震級；歐洲地中海地震中心（EMSC）則報告震級烈度為5.2（ML）。
由於綜合極淺層深度與中等震級兩項因素，地震造成了穆爾西亞多數地區劇烈地搖晃。而震央就在洛尔卡的不遠處，並記錄下強烈的地表運動，規模已達到麥加利地震烈度7級的最大值，至於當時不少臨近地區則報導為中等搖晃（MM V）。擴散出去的微顫據觀測來自於數百公里遠的震央，其中包括阿利坎特（MM III）與馬德里。按統計，這次事件所釋放的地震能量（Me）相當於超過200公噸的炸藥（TNT），大約是8.4×1011焦耳。

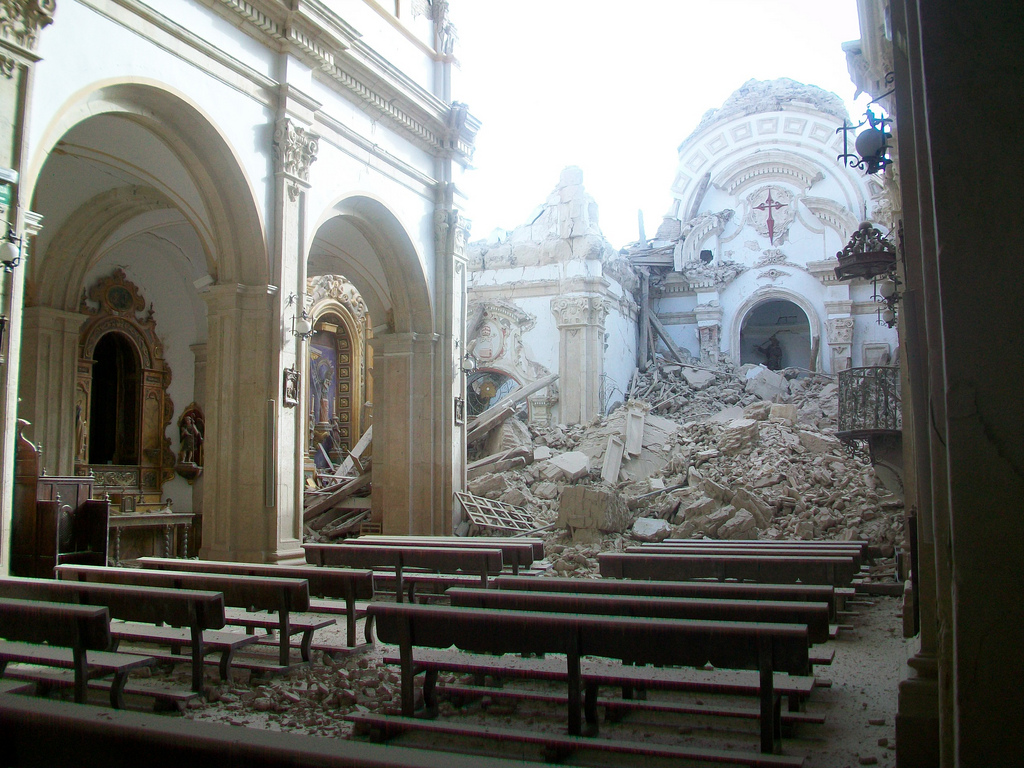
洛尔卡地震發生後，聖地亞哥教堂的崩塌景象

### 前震
這起地震之前，還發生一起當地時間17:05（15:05 UTC）震級為4.5（ML）的前震，並且襲擊震央一帶。報導指出震央在相同地震帶的沿線，其震源機制與主震相似。儘管顫動相對來說較為輕微，還是有報導一些牆垣發生龜裂與崩塌的情形，當時洛尔卡垂落的高壓電線則引起火花，導致了一場小火災。

### 餘震
自5月11日起，在最初的震央附近據報導至少發生了八起輕微的餘震；其中最強的記錄是規模為4.1的震級（ML），發生於當地時間22:37（20:37 UTC）。

## 緊急措施
第二起地震來襲後不久，西班牙政府在穆爾西亞地方政府的請求下，隸屬西班牙軍隊的軍方急緊單位動員起來，負責投入救災行動。三大部隊340位人員奉命派遣至洛尔卡（駐軍在貝特拉、托雷洪-德阿尔多斯與莫龙-德拉弗龙特拉），並納入貝特拉部隊中校階層的管理下；這些部隊後來由軍隊單位統合起來。當地市政府廣場的一所災區醫院由軍方急緊單位建立起來，醫院裡的傷者由民防與紅十字會的人員看護。

2011年洛尔卡地震的總結圖例。
震央建築物毀損的地帶罹難地點